# Vošahlíkův mlýn
Vošahlíkův mlýn (Na Pile, Jakešův) v Českém Krumlově v místní části Latrán je vodní mlýn, který stojí severovýchodně od Budějovické brány na levém břehu potoka Polečnice v místě soutoku s řekou Vltavou. Je chráněn jako nemovitá kulturní památka České republiky; předmětem památkové ochrany jsou domy č.p. 148 a č.p. 149, dvorek a ohradní zeď s branou.

## Historie
Mlýn č.p. 149 byl postaven v roce 1555 Annou z Roggendofru na místě staršího gotického objektu. V roce 1819 proběhla klasicistní přestavba, z níž se dochovala výzdoba štítu.
V roce 1883 bylo na dolním mlýně přistavěno patro a vzniklo východní křído horního mlýna č.p 148 (suterén zůstal gotický). Roku 1939 byl dolní mlýn zbořen.
V roce 1984 byl celý objekt adaptován na obchodní dům.

## Popis
Voda na vodní kolo vedla pravděpodobně náhonem; okolí je zcela přestavěno. V roce 1930 měl mlýn jedno kolo na vrchní vodu (spád 3,8 m, výkon 10 HP; zaniklo). Součástí areálu byla i pekárna.